# Petrovice (Praga)
Petrovice – część Pragi leżąca w dzielnicy Praga 10, na wschód od centrum miasta. W 2006 liczyło 6 151.